# Promoniliformis
Genre
Promoniliformis est un genre d'acanthocéphales de la famille des Moniliformidae qui, au stade adulte, parasite le tube digestif du Tangue à Madagascar.

## Liste d'espèces
Selon Catalogue of Life (22 janvier 2020) :
- Promoniliformis ovocristatus (von Linstow, 1897)

## Publication originale
- Robert-Ph. Dollfus et Yves-J. Golvan, « Sur un singulier Métacanthocéphale parasite d'insectivores (Tenrecinae) de Madagascar et des Comores », Annales de Parasitologie Humaine et Comparée, vol. 1963, no 5,‎ 1963, p. 793-806 (ISSN 0003-4150 et 2772-4042, lire en ligne).